# Bilinguismo amministrativo in Polonia
Il bilinguismo in Polonia è regolato dalla legge del 6 gennaio 2005 sulle minoranze nazionali ed etniche e sulle lingue regionali. 
La normativa vigente in Polonia permette ad alcuni comuni con significativa popolazione appartenente a una minoranza linguistica di introdurre l'uso ufficiale di una seconda lingua ausiliaria rispetto al polacco.

## Biliguismo polacco/bielorusso
È bilingue il comune urbano di Hajnówka (in bielorusso Гайнаўка) nel Voivodato della Podlachia, dal 3 dicembre 2007.
Il bielorusso è riconosciuto come lingua ausiliaria nei comuni di Bielsk Podlaski (comune urbano), Bielsk Podlaski (comune rurale), Czeremcha, Czyże, Dubicze Cerkiewne, Gródek, Hajnówka (comune rurale), Kleszczele, Narew, Narewka e Orla.

## Bilinguismo polacco/casciubo

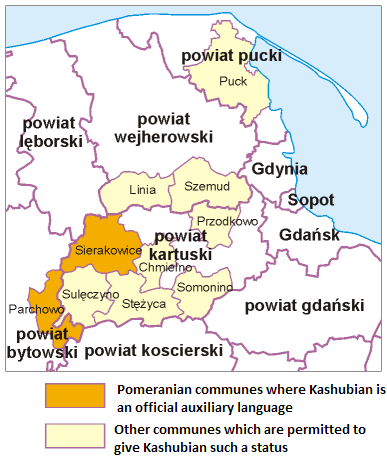
In arancione i comuni della Pomerania ufficialmente bilingui polacco/casciubo, in giallo gli altri comuni dove il casciubo è riconosciuto.

Sono bilingui 2 comuni del Voivodato della Pomerania:
- Linia (in casciubo Gmina Lëniô) dal 23 aprile 2012;
- Luzino (in casciubo Gmina Lëzëno) dal 21.02.2014;
- Parchowo (in casciubo Parchòwò) dal 16 agosto 2006;
- Sierakowice (in casciubo Serakòwice) dal 23 ottobre 2007.
- Żukowo (in casciubo Gmina Żukòwò) dal 17.07.2013;

Il casciubo è riconosciuto come lingua ausiliaria nei comuni di Chmielno, Linia, Przodkowo, Puck (comune rurale), Somonino, Stężyca, Sulęczyno e Szemud.

## Biliguismo polacco/lituano
È bilingue il comune di Puńsk (in lituano Punskas) nel Voivodato della Podlachia, dal 25 maggio 2006.

## Biliguismo polacco/tedesco

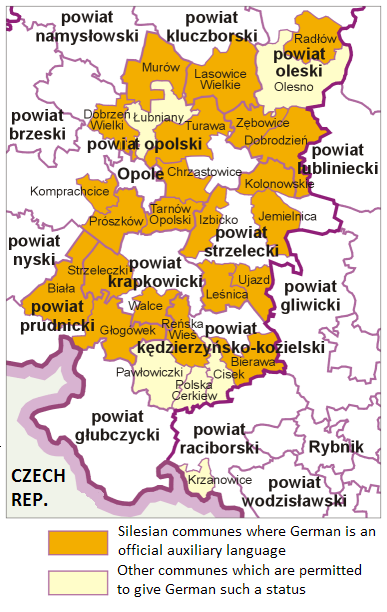
In arancione i comuni della Slesia ufficialmente bilingui polacco/tedesco, in giallo gli altri comuni dove il tedesco è riconosciuto.

Sono bilingui 17 comuni del voivodato di Opole:
- Biała (Opole) (in tedesco Zülz) dal 6 marzo 2006;
- Bierawa (in tedesco Birawa) dal 23 aprile 2007;
- Chrząstowice (in tedesco Chronstau) dal 25 gennaio 2006;
- Izbicko (in tedesco Stubendorf) dal 6 marzo 2006;
- Jemielnica (in tedesco Himmelwitz) dal 28 agosto 2006;
- Kolonowskie (in tedesco Colonnowska) dal 22 settembre 2006;
- Lasowice Wielkie (in tedesco Groß Lassowitz) dal 18 ottobre 2006;
- Leśnica (in tedesco Leschnitz) dal 17 maggio 2006;
- Prószków (in tedesco Proskau) dall'11 luglio 2006;
- Radłów (in tedesco Radlau) dal 25 gennaio 2006;
- Reńska Wieś (in tedesco Reinschdorf) dal 26 ottobre 2006;
- Strzeleczki (in tedesco Strehlitz) dal 17 maggio 2006;
- Tarnów Opolski (in tedesco Tarnau) dal 15 febbraio 2007;
- Turawa (in tedesco Turawa) dal 12 settembre 2008;
- Ujazd (in tedesco Ujest) dal 28 agosto 2006;
- Walce (in tedesco Walzen) dal 4 aprile 2006;
- Zębowice (in tedesco Zembowitz) dal 23 ottobre 2007.

Il tedesco è riconosciuto come linguaggio ausiliario nei comuni di Cisek, Dobrodzień, Dobrzeń Wielki, Głogówek, Komprachcice, Łubniany, Murów, Olesno, Pawłowiczki, Polska Cerekiew e Krzanowice.